# Marbla affinis
Marbla affinis är en fjärilsart som beskrevs av Erich Martin Hering 1926. Marbla affinis ingår i släktet Marbla och familjen tofsspinnare. Inga underarter finns listade i Catalogue of Life.